# Mia Gerhardt
Mia Irene Gerhardt (Rotterdam, 28 december 1918 - Domburg, 13 november 1988) was een Nederlandse mediëviste en buitengewoon hoogleraar in de vergelijkende literatuurwetenschap van de middeleeuwen aan de Universiteit van Utrecht. 

## Opleiding en werk
Mia Gerhardt bezocht het Erasmiaans Gymnasium in Rotterdam. Daarna studeerde ze Franse taal- en letterkunde aan de Rijksuniversiteit Groningen. Van 1946 tot 1950 was ze wetenschappelijk assistent aan de Universiteit Leiden. Op 10 mei 1950 promoveerde ze bij Sem Dresden aan de universiteit van Leiden op pastorale poëzie in de Italiaanse, Spaanse en Franse literatuur. Haar zus Ida trad op als paranimf. Tussen 1950 en 1968 was Mia Gerhardt als lector Franse taal- en letterkunde verbonden aan zowel de Rijksuniversiteit Groningen als aan de Universiteit Utrecht. In 1968 werd ze in Utrecht benoemd tot hoogleraar. In 1971 werd ze lid van de Koninklijke Nederlandse Akademie van Wetenschappen. Mia Gerhardt was lid van het Koninklijk Zeeuwsch Genootschap der Wetenschappen en van de Nederlandse Malacologische Vereniging. Haar collectie fossiele schelpen is na haar dood ondergebracht bij museum Naturalis in Leiden.

## Privé
Gerhardt was een van de drie dochters van Grietje Blankevoort en schooldirecteur Dirk Reinier Gerhardt. Gerhardt was de zus van de dichteressen Ida Gerhardt en Truus Gerhardt. Zij huwde op latere leeftijd met prof. dr. Joseph Engels, Gewoon hoogleraar Vulgair en middeleeuws Latijn te Utrecht. Nadat haar echtgenoot in 1975 overleden was, vestigde zij zich in Domburg.

## Publicaties
- 1950: "Essai d'analyse littéraire de la Pastorale dans les littératures Italienne, Espagnole et Française" (proefschrift)
- 1953: "Iets over het gebruik van de eerste persoon in verhalend proza"
- 1955: "Don Quijote. La vie et les livres"
- 1956: "Het droombeeld van de Gouden Eeuw"
- 1957: "Les voyages de Sindbad le marin"'
- 1963: "The art of story-telling. A literary study of the thousand and one nights"
- 1964: "Two wayfarers. Some medieval stories on the theme of good and evil"'
- 1967: "Old men of the sea. From Neptunus to Old French luiton: ancestry and character of a water-spirit"
- 1968: "Zevenslapers en andere tijd-verliezers"
- 1977: "Bestiarium morale: Commilitonibus suis carmina selecta seruit"
- 1988: "Het 'testament' van Adriaan Bommenee. Praktijkervaringen van een Veerse bouw- en waterbouwkundige uit de 18e Eeuw" (eindredactie)

## Wetenschappelijke artikelen (selectie)
- 1949: "Les premières traductions des Bucoliques". In: Neophilologus. Vol. 33, afl. 1.
- 1949: "Maupertuis". In: Neophilologus. Vol. 33, afl. 3.
- 1955: "L'Imagerie de Sylvie". In: Neophilologus. Vol. 39, afl. 1.
- 1957: "Malherbe et les Muses". In: Neophilologus. Vol. 41, afl. 1.
- 1958: "'L'Octavie' de Nerval". In: Neophilologus. Vol. 42, afl. 1.
- 1959: "Metrische schema's van het lange vers". In: Neophilologus. Vol. 43, afl. 3.
- 1962: "Medieval story-telling". In: Neophilologus. Vol. 46, afl. 3.
- 1965: "The ant-lion. Nature Study and the Interpretation of a Biblical Text". In: Vivarium. Vol. 3, afl. 1.
- 1966: "Knowledge in Decline. Ancient and medieval information on "ink-fishes" and their habits". In: Vivarium. Vol. 4, afl. 1.